# دنیل شواب
دنیل شواب (زاده ۲۳ اوت ۱۹۸۸ شهر والدکیرش) بازیکن فوتبال اهل آلمان است که در تیم‌های فرایبورگ،بایر لورکوزن و اشتوتگارت بازی کرده‌است.